# 小野寺徳子
小野寺 徳子（おのでら のりこ、1965年12月28日-）は、日本の政治活動家、元労働官僚、元厚生労働省労働局長。

## 来歴
呉服屋の長女として生まれる。過去に叔父家族が朝霞市に住んでおり、両親とよく訪れた東弁財に在住。幼い頃から障害のある人が暮らしの中におり、母が自然に接する姿を見て育つ。
早稲田大学教育学部在学時に障害児の集団療育の場でボランティアを行い、卒業後も指導員を務めた。その後は国家公務員Ⅰ種試験を受け旧労働省（現在の厚生労働省）に入省。埼玉労働局職業安定部長、障害者雇用対策課長、労働局長などを務める。自身の子が障害を持って生まれた経験から、旧労働省では障害者雇用支援や法改正の問題に取り組んだ。
障害者手帳を所持する障害者だけではなく、生活困窮者、刑務所出所者、氷河期世代、引きこもり、認知症、独居老人、外国人、一人で苦しんでいる子供たちが抱える課題解決にも焦点を当て、切れ目のないシームレスな支援の必要性を訴えてきた。
障害者雇用対策課長時代には多くの雇用企業や福祉事業所を訪問し、法改正や法定雇用率の引き上げなどを実現した。
2019年、明治大学公共政策大学院ガバナンス研究科修了。
2024年12月19日、朝霞市長選挙（2025年2月16日投開票）への立候補を表明。20,377票の2位、惜敗を期す。
現在は朝霞市に在住しており、市内での挨拶活動や対話集会を開催している。

## 経歴
- 1989年　早稲田大学教育学部卒業
- 1990年　労働省（現：厚生労働省）入省。
- 1991年　同省　職業安定局外対室
- 1992年　同省　大臣官房広報係長
- 1995年　同省　海外労働情報係長
- 1996年　労働研修所教官
- 1999年　同省職業意識啓発推進室長補佐
- 2002年　山梨労働局職業安定部長
- 2004年　同省　雇用開発課長補佐
- 2006年　同省　職業能力開発課長補佐
- 2010年　埼玉労働局職業安定部長
- 2013年　同省　就労支援訓練企画官
- 2014年　同省　雇用管理改善分析官
- 2015年　同省　人道室長、ハローワークサービス推進室長
- 2017年　労働大学校准教授
- 2018年　同省　首席職業指導官
- 2019年　障害者雇用担当参事官、障害者雇用対策課長
- 2019年　明治大学ガバナンス研究科（公共政策大学院）修了（公共政策修士）
- 2023年　福岡労働局長
- 2024年　厚生労働省を早期退官

## 政策・主張
- 「弱い人」こそ「困った時」こそ、孤立することなく、取り残されることなく、地域と繋がって支えられる街づくり、多様性を包み込むインクルーシブな街づくり、それこそがそこに暮らす全ての市民の幸せに繋がると主張。
- そのために必要な力強い地域経済を推し進めるため、企業誘致、スタートアップ企業支援、地元事業者を大切に、地元の仕事を地元事業者で「仕事の地産地消」、商店街・都市農業支援の強化を主張。
- 産後に負担が大きい家庭へのホームヘルパー派遣制度やインクルーシブ教育・保育の推進などこども支援体制の強化等子育て・教育政策、高齢者を支える人的サポート支援、移動支援、安心・安全な街づくりを主張。
- 市役所の市民サービスのICT・DX化を推進して市民にとっても市役所職員にとっても優しい市役所づくりを主張。効率化した上で、職員は地域現場に出ていき現場力を身につけ、それらを制作に活かすと言った好循環を構築することを目指す。

## 人物
家族構成は長男・長女・ミニチュアダックス。
幼少期からスイミングスクールに通い、小中高も水泳を続け、大学では漕艇部に所属。